# Hyundai Lantra
Der Hyundai Lantra ist ein von Herbst 1990 bis Sommer 2000 gebautes Pkw-Modell der unteren Mittelklasse des südkoreanischen Herstellers Hyundai. Er wurde Mitte 1991 in Deutschland eingeführt und war damit einer der vier ersten Hyundai-Pkw-Modelle, die mit dem Einstieg von Hyundai in den deutschen Markt angeboten wurden.
Vom Hyundai Lantra gab es in erster Generation nur eine Stufenhecklimousine. Im Herbst 1995 erfolgte jedoch ein Modellwechsel, durch den Anfang 1996 auch erstmals ein Kombi angeboten wurde. Ende 1998 wurde der Lantra im Rahmen einer Modellpflege optisch überarbeitet.
Mit dem zweiten Modellwechsel im Sommer 2000 wurde der Lantra in Elantra umbenannt, den Namen, unter dem er weltweit seit der ersten Generation fuhr. Ausnahmen bildeten Südkorea, Singapur und Malaysia, wo er mit der ersten Modellpflege 1994 in Hyundai Avante umbenannt wurde. Den Namen Lantra erhielt er in Australien und Europa, da Lotus Cars eine gedankliche Verbindung zwischen Elantra und ihrem Modell Elan ausschließen wollten. Die Bezeichnung Avante war wiederum sehr nah an der Bezeichnung von Audis Kombimodellen. Obwohl die Lotus-Elan-Produktion bereits 1992 endete, blieb es bei der Benennung, bis 1996 die gesamte Elan-Produktionslinie an den damaligen Hyundai-Mitbewerber Kia verkauft wurde, der bis 1997 den KIA Elan Roadster fertigte. Nach dessen Fusion mit Hyundai erhielt die 2000 erschienene Elantra-Generation auch in Europa diesen Namen.

## J1 (1990–1995)
Der ab Oktober 1990 gebaute Lantra war als Stufenheck mit einer vergleichsweise reichhaltigen Ausstattung preiswert zu erstehen. Als Sonderausstattung waren zum Beispiel Nebelscheinwerfer, eine Klimaanlage und eine Teillederausstattung erhältlich.
Anfang 1994 wurde der Lantra J1 einer umfangreichen Modellpflege unterzogen, bei der die Heck- und Frontpartie modifiziert und der Innenraum aufgewertet wurden. Erstmals waren nun auch ABS lieferbar und ein Fahrerairbag serienmäßig. Dieser verbesserte das Crashtestergebnis.

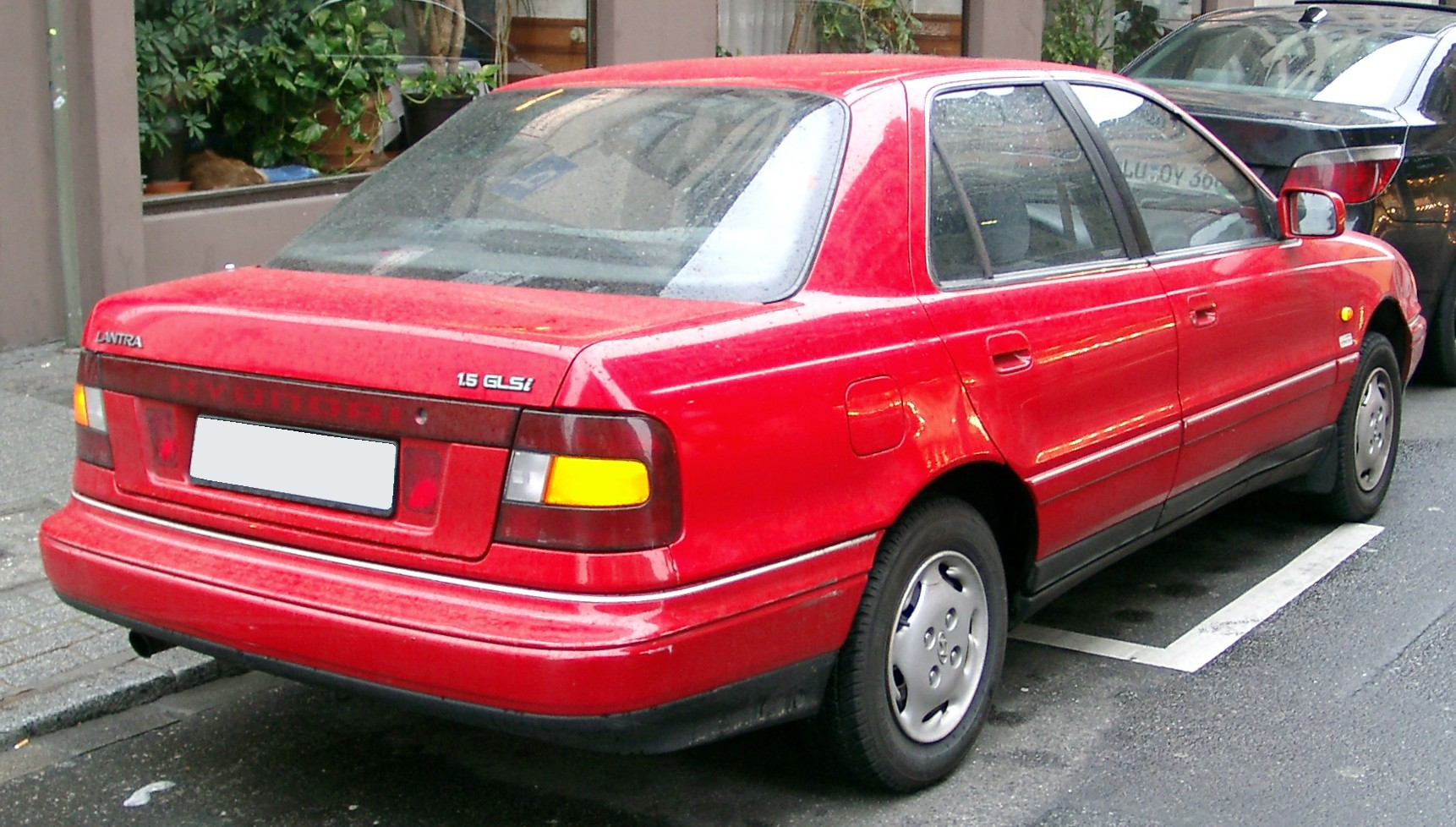
Heckansicht
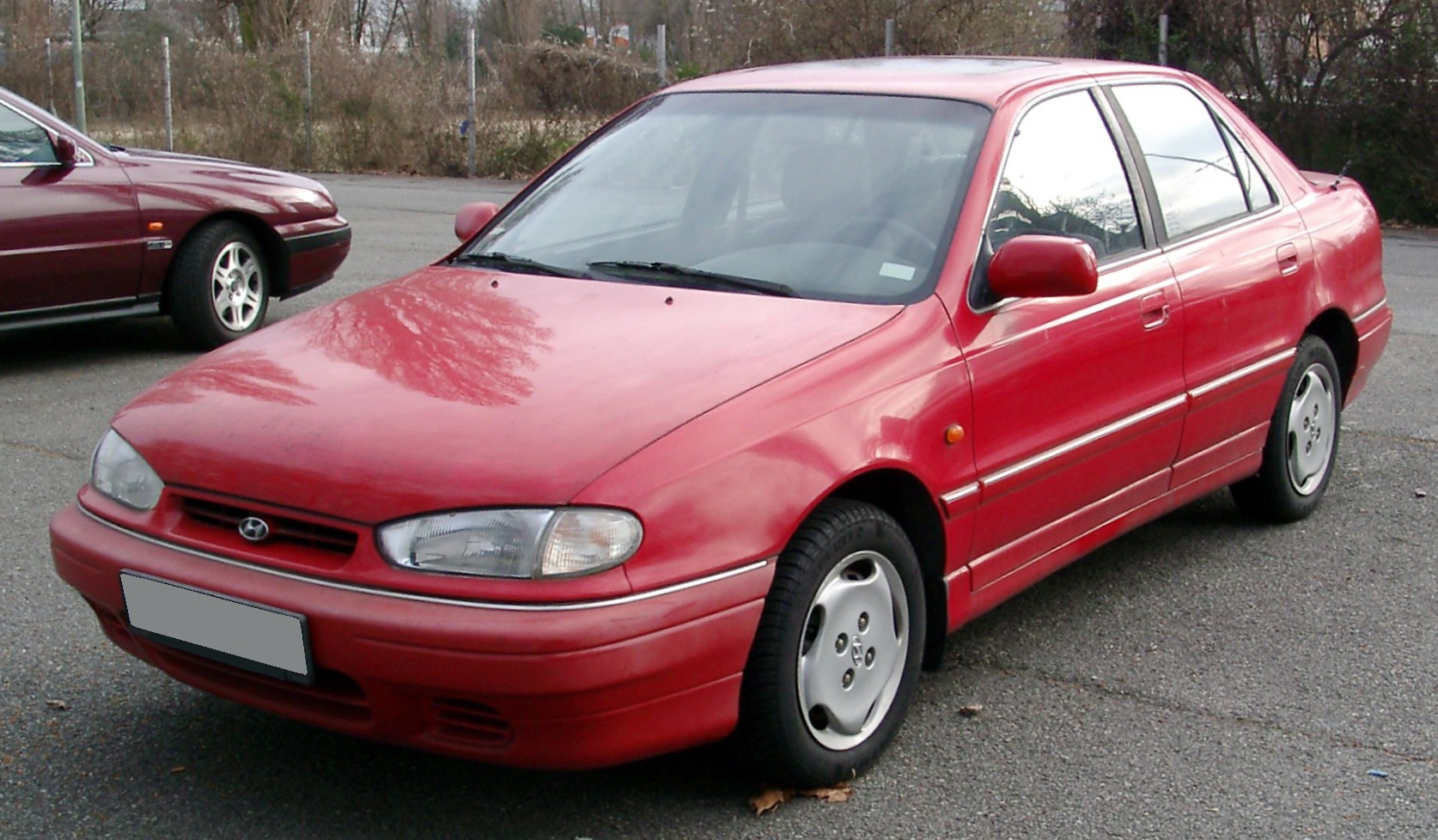
Hyundai Lantra (1994–1995)
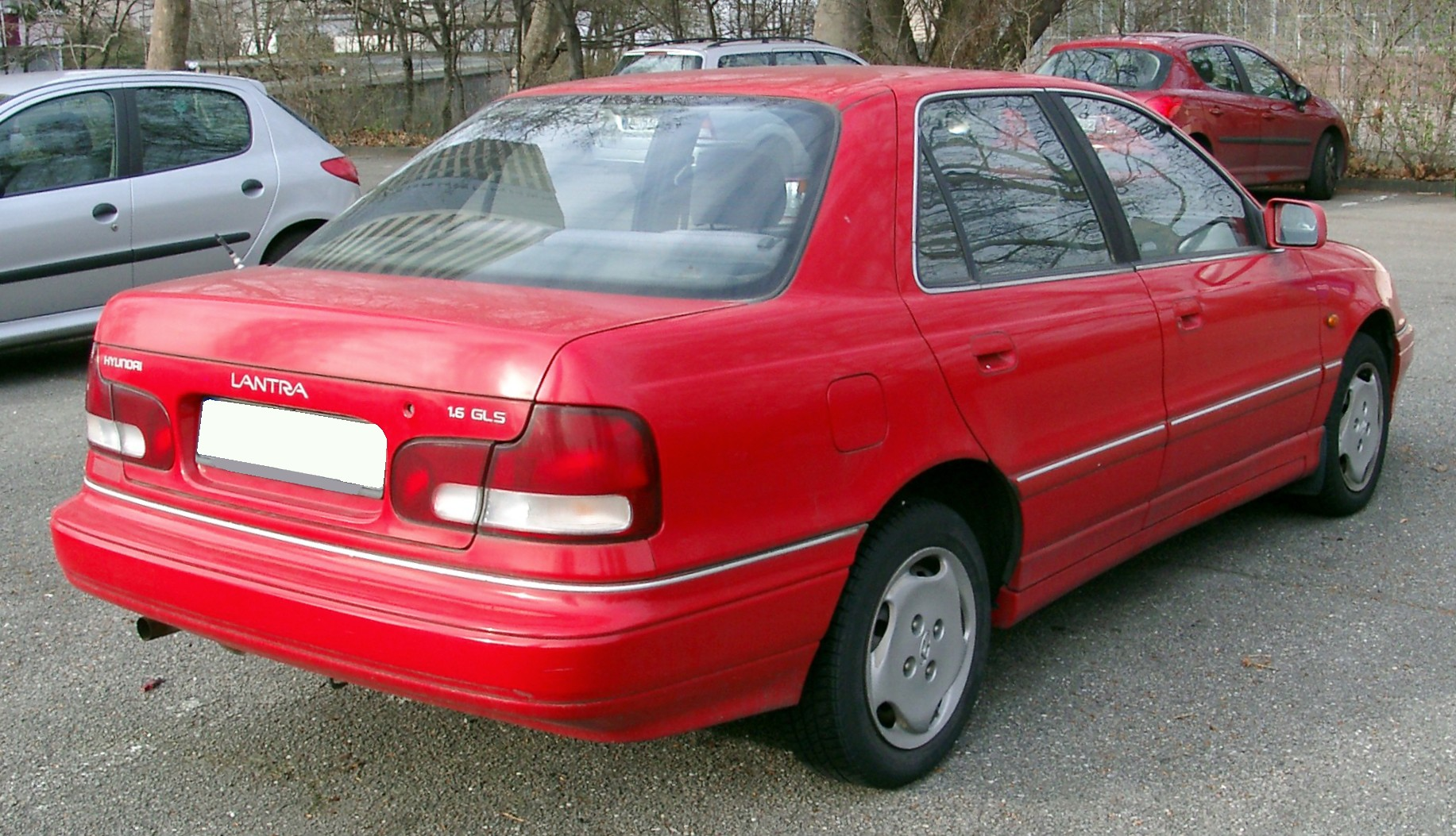
Heckansicht

Der einzige für das Fahrzeug durchgeführte Crashtest ist der US-NCAP-Frontaltest. Getestet wird das Fahren mit 46 km/h an eine Betonwand.
- US-NCAP 1990–1994 Fahrerseite :  Beifahrerseite:
- US-NCAP 1994–1995 Fahrerseite :  Beifahrerseite:

### Motoren
Die Motorisierung bestand bei dieser Generation noch aus Lizenzbauten von Mitsubishi-Triebwerken, die jedoch kleine Änderungen enthalten können. Sie erfüllen die Euro 1-Norm.

#### Technische Daten
|                                             | 1.5                                            | 1.6                         | 1.6                         | 1.8                         |
| Bauzeitraum                                 | 1990–1995                                      | 1990–1995                   | 1990–1995                   | 1992–1995                   |
| Motorkenndaten                              |                                                |                             |                             |                             |
| Motorkennung                                | Orion 4G15/G4DJ                                | Sirius 4G61/G4CR            | Sirius 4G61/G4CR            | Sirius 4G67/G4CN            |
| Motortyp                                    | R4-Ottomotor                                   | R4-Ottomotor                | R4-Ottomotor                | R4-Ottomotor                |
| Anzahl Ventile pro Zylinder                 | 2                                              | 4                           | 4                           | 4                           |
| Ventilsteuerung                             | OHC, Zahnriemen                                | DOHC, Zahnriemen            | DOHC, Zahnriemen            | DOHC, Zahnriemen            |
| Gemischaufbereitung                         | Saugrohreinspritzung                           | Saugrohreinspritzung        | Saugrohreinspritzung        | Saugrohreinspritzung        |
| Motoraufladung                              | —                                              | —                           | —                           | —                           |
| Kühlung                                     | Wasserkühlung                                  | Wasserkühlung               | Wasserkühlung               | Wasserkühlung               |
| Bohrung × Hub                               | 75,5 mm × 82,0 mm                              | 82,3 mm × 75,0 mm           | 82,3 mm × 75,0 mm           | 81,5 mm × 88,0 mm           |
| Hubraum                                     | 1468 cm³                                       | 1596 cm³                    | 1596 cm³                    | 1836 cm³                    |
| Verdichtungsverhältnis                      | 9,4:1                                          | 9,2:1                       | 9,2:1                       | 9,2:1                       |
| max. Leistung                               | 63 kW (86 PS) bei 5500/min                     | 84 kW (114 PS) bei 6200/min | 78 kW (106 PS) bei 6200/min | 93 kW (126 PS) bei 6000/min |
| max. Drehmoment                             | 129 Nm bei 3000/min                            | 139 Nm bei 4500/min         | 133 Nm bei 4500/min         | 165 Nm bei 4400/min         |
| Kraftübertragung                            |                                                |                             |                             |                             |
| Antrieb                                     | Vorderradantrieb                               | Vorderradantrieb            | Vorderradantrieb            | Vorderradantrieb            |
| Getriebe, serienmäßig                       | 5-Gang-Schaltgetriebe                          | 5-Gang-Schaltgetriebe       | 4-Stufen-Automatikgetriebe  | 5-Gang-Schaltgetriebe       |
| Getriebe, optional                          | 4-Stufen-Automatikgetriebe                     | —                           | —                           | 4-Stufen-Automatikgetriebe  |
| Messwerte                                   |                                                |                             |                             |                             |
| Höchstgeschwindigkeit                       | 170 km/h (158 km/h)                            | 185 km/h                    | (175 km/h)                  | 190 km/h (187 km/h)         |
| Beschleunigung, 0–100 km/h                  | 13,0 s (14,0 s)                                | 11,1 s                      | (13,2 s)                    | 10,6 s (12,3 s)             |
| Kraftstoffverbrauch auf 100 km (kombiniert) | 6,8 l N (6,4 l N)                              | 7,4 l N                     | (7,6 l N)                   | 8,2 l N (7,3 l N)           |
| Bemerkungen                                 |                                                |                             |                             |                             |
|                                             | ab Modelljahr 1992 für E10-Kraftstoff geeignet |                             |                             |                             |

1. ↑  Werte in runden Klammern („( )“) für Automatikgetriebe.

### Zuverlässigkeit
Häufige Reparaturen am Lantra des Typs J1 entstehen durch die klein ausgelegte Bremsanlage und die für Volllast nicht dimensionierten Kühlanlagen der Motoren. Mit der Modellpflege kamen deshalb ein veränderter Kühlwasserthermostat und eine stärkere Ölpumpe zum Einsatz. Altersbedingt können mittlerweile aber auch die Kühlwasserschläuche porös sein. Folge zu heiß gelaufener Motoren sind Beschädigungen der Zylinderkopfdichtung.
Defekte Zahnriemen waren bis zur Modellpflege eine weitere Quelle von Motorschäden, die danach durch verstärkte Zahnriemen abnahmen; Statistiken sind hierzu aber nicht verfügbar. Das Fahrwerk hat eine durch undichte Manschetten früh verschleißende Antriebswelle, die an Knackgeräuschen beim Lenken und bei Lastwechseln erkennbar ist. Auch die Gelenke an Vorder- und Hinterachse weisen häufiger erhebliche Mängel auf. Die Karosserie ist teilverzinkt, aber kaum konserviert. Rost entsteht daher leicht überdurchschnittlich, auch an den Bremsleitungen.
Bei seinen Prüfungen findet der TÜV bei drei Prozent mehr Lantra erhebliche Mängel als beim Mittelwert gleich alter Fahrzeuge.

## J2/RD (1995–2000)
Im Herbst 1995 kam die zweite Generation des Hyundai Lantra auf den europäischen Markt. Diese unterschied sich deutlich vom Vorgänger und erhielt nun ausschließlich Motoren aus eigener Entwicklung.
Ab Frühjahr 1996 bot Hyundai auch eine Kombiversion des Lantra an. Seine Plattform teilt der Lantra nun erstmals, denn ab Sommer 1996 entstand auf dessen Basis das Hyundai Coupe, mit dem er das interne Kürzel J2, nicht aber die Fahrwerksabstimmung durch Porsche gemein hat. Das Fahrwerk wurde nun erstmals nach Anschaffung eines Cray-Rechners computergestützt entwickelt und besteht aus MacPherson-Federbeinen vorn und einer Mehrlenkerachse hinten, die im Verbund grobe Unebenheiten gut ausfiltern. Reduziert wird der Fahrkomfort aber durch kurze Beinauflagen der Vordersitze, den bei Beanspruchung nachlassenden Trommelbremsen hinten und einer eher ungenauen Lenkung. Positiv werden die Kontrollierbarkeit des Fahrzeugs und die (nicht serienmäßige) starke Klimaanlage bewertet.

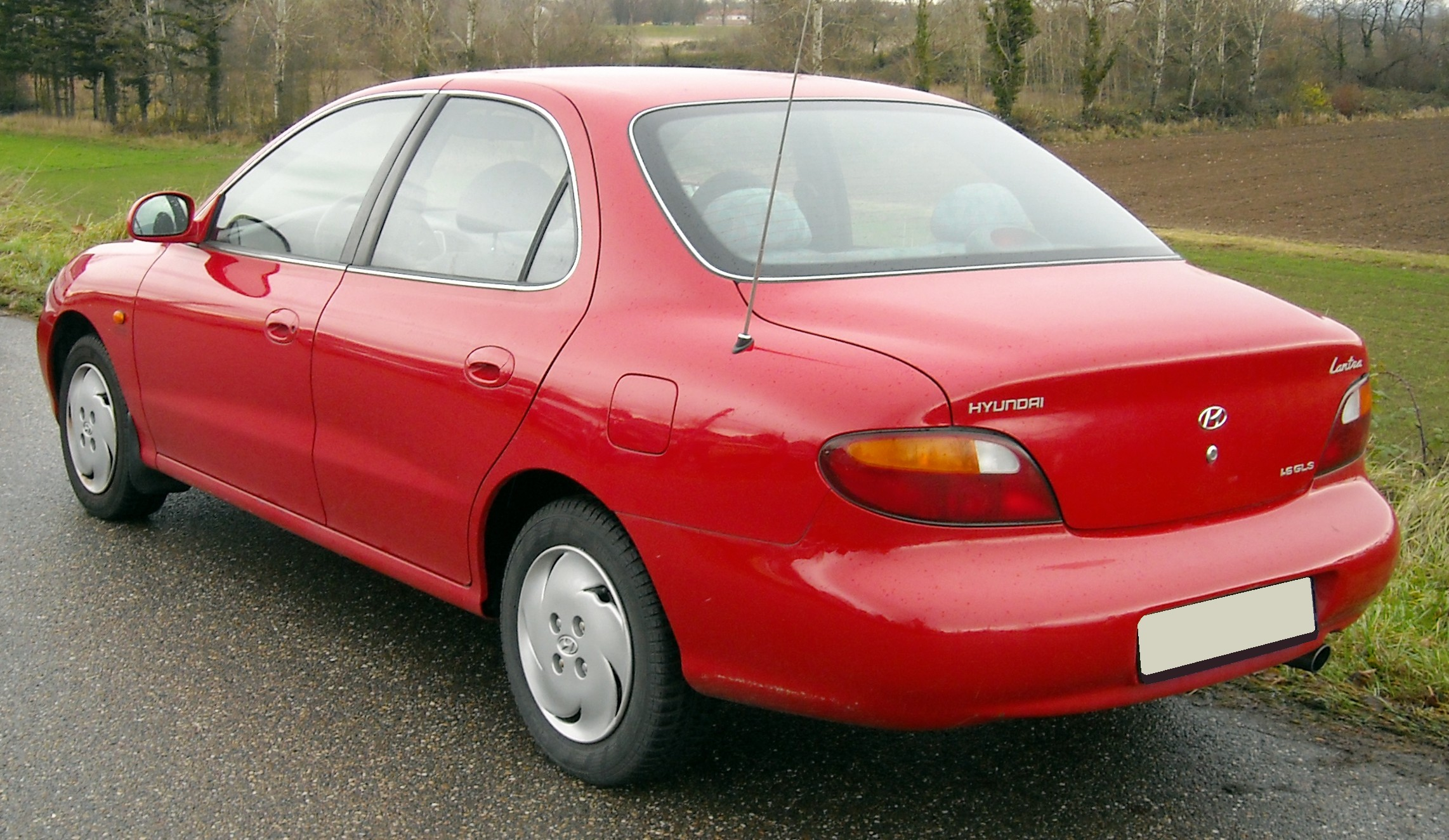
Heckansicht
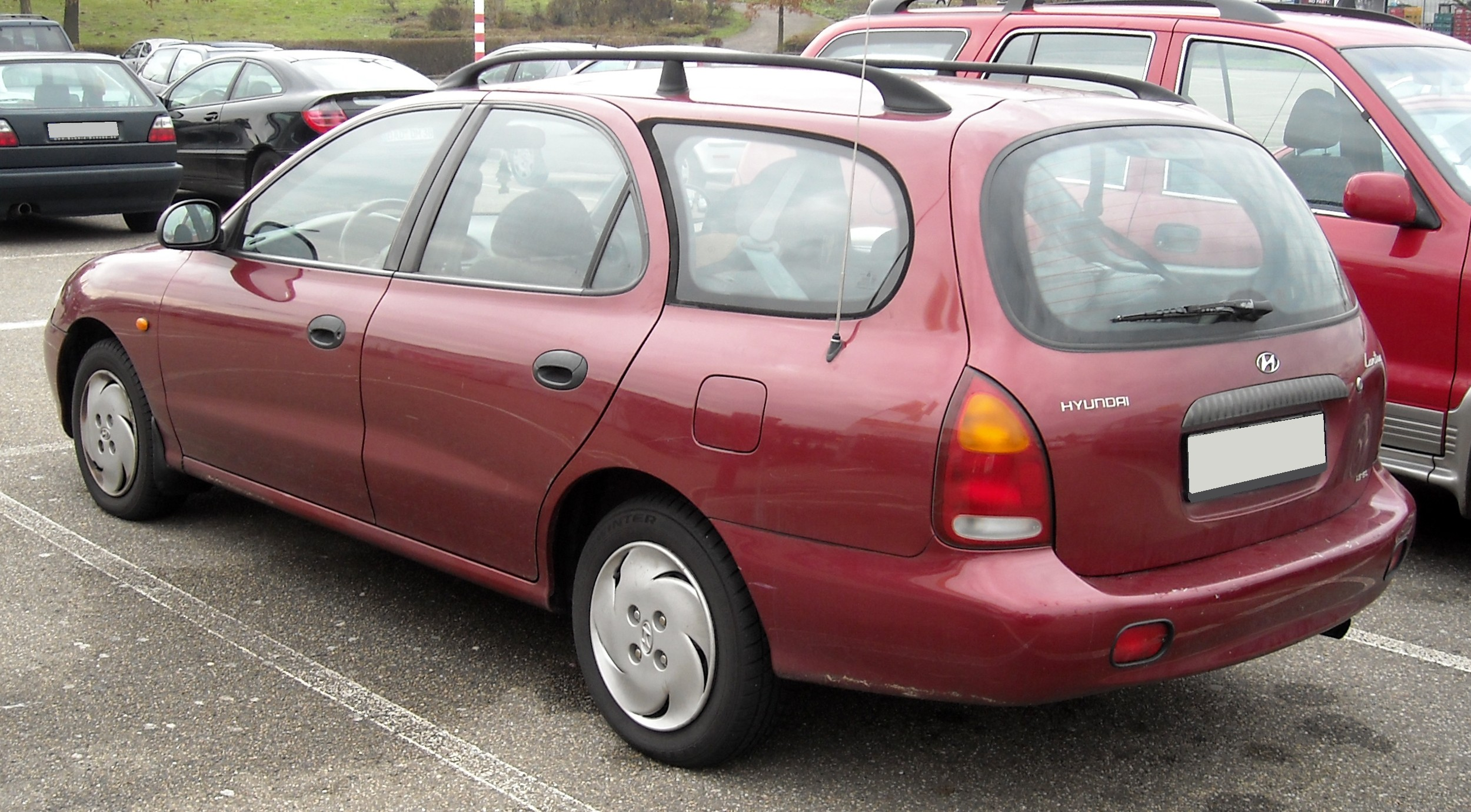
Hyundai Lantra Kombi (1996–1998)

Ende 1998 erfolgte ein Facelift, bei dem vor allem die Frontpartie und der Innenraum eine Überarbeitung erfuhren. Das Heck wurde bis auf Details kaum verändert. Diese Variante trägt das interne Kürzel RD, von Fahrern oft auch als J3 in Anlehnung an die bisherige Fortzählung bezeichnet.
Im Sommer 2000 wurde die Produktion des Lantra beendet. Nachfolger wurde der Elantra.

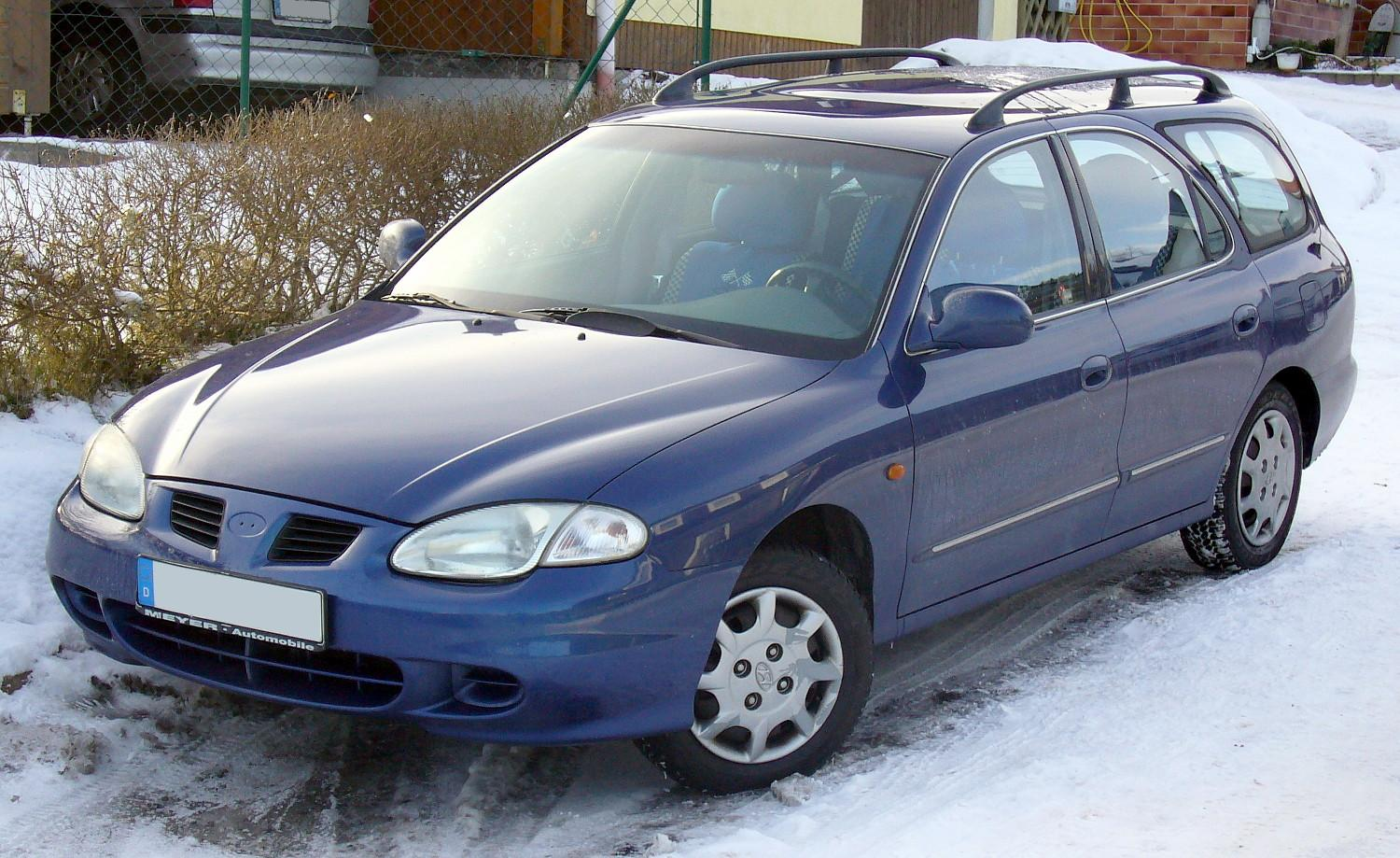
Hyundai Lantra Kombi (1998–2000)
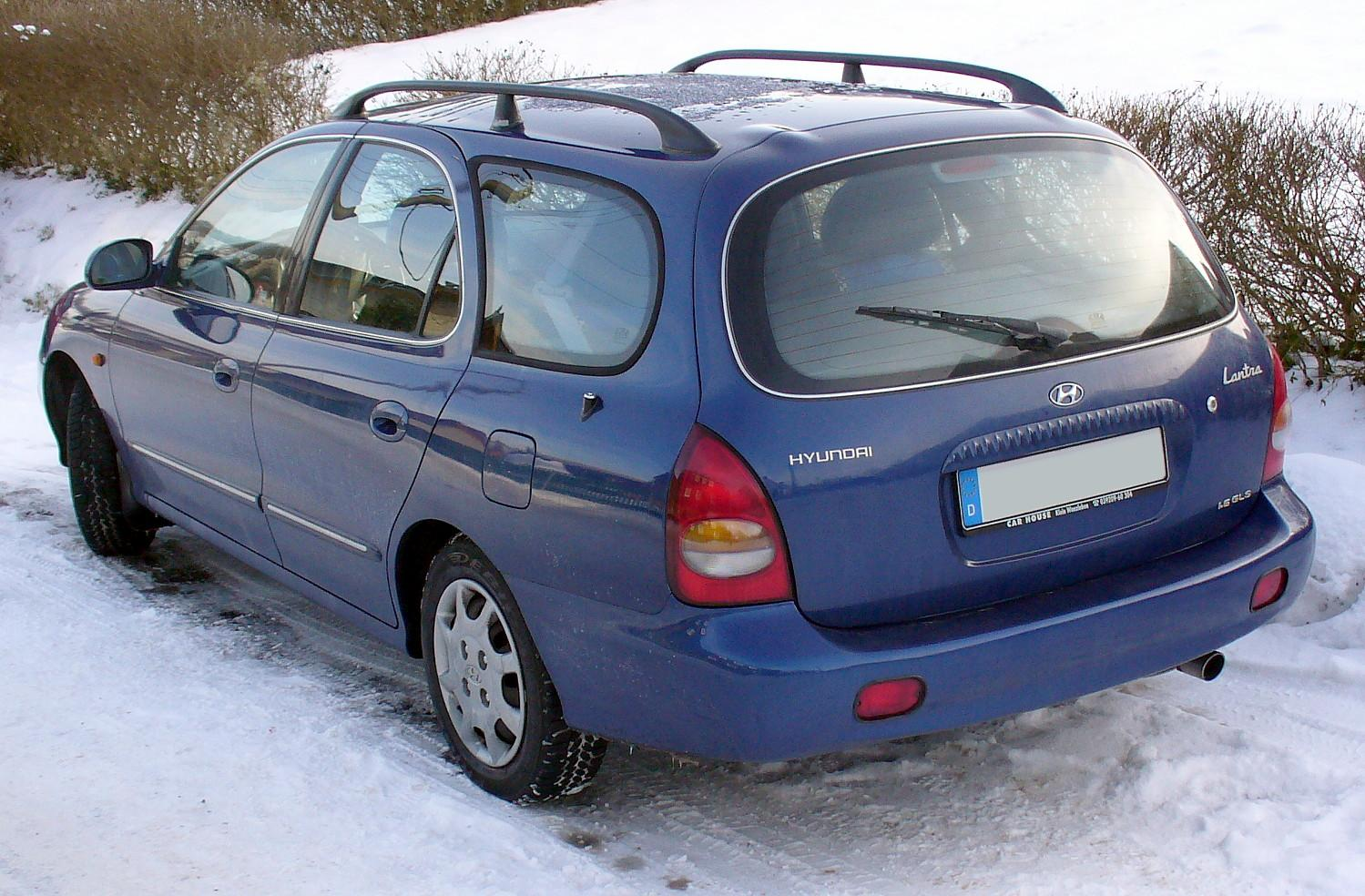
Heckansicht
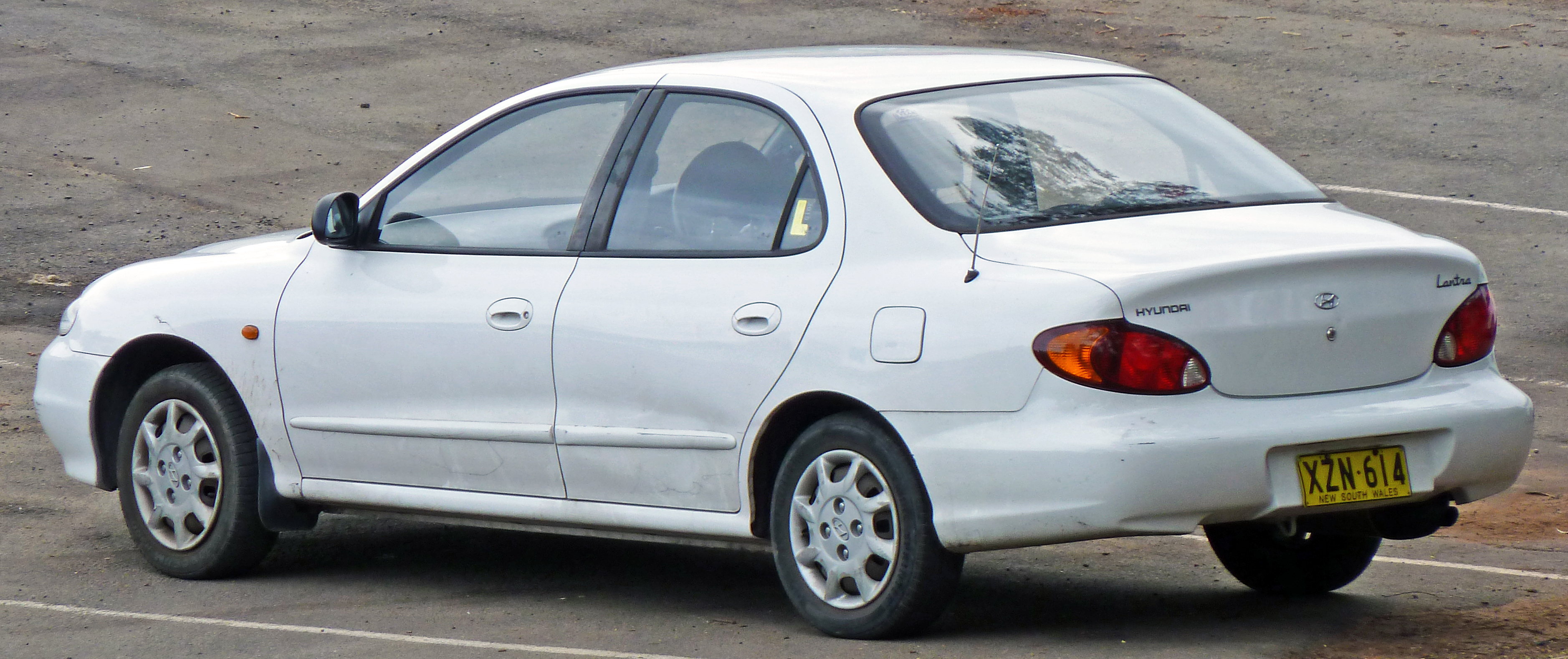
Hyundai Lantra (1998–2000)
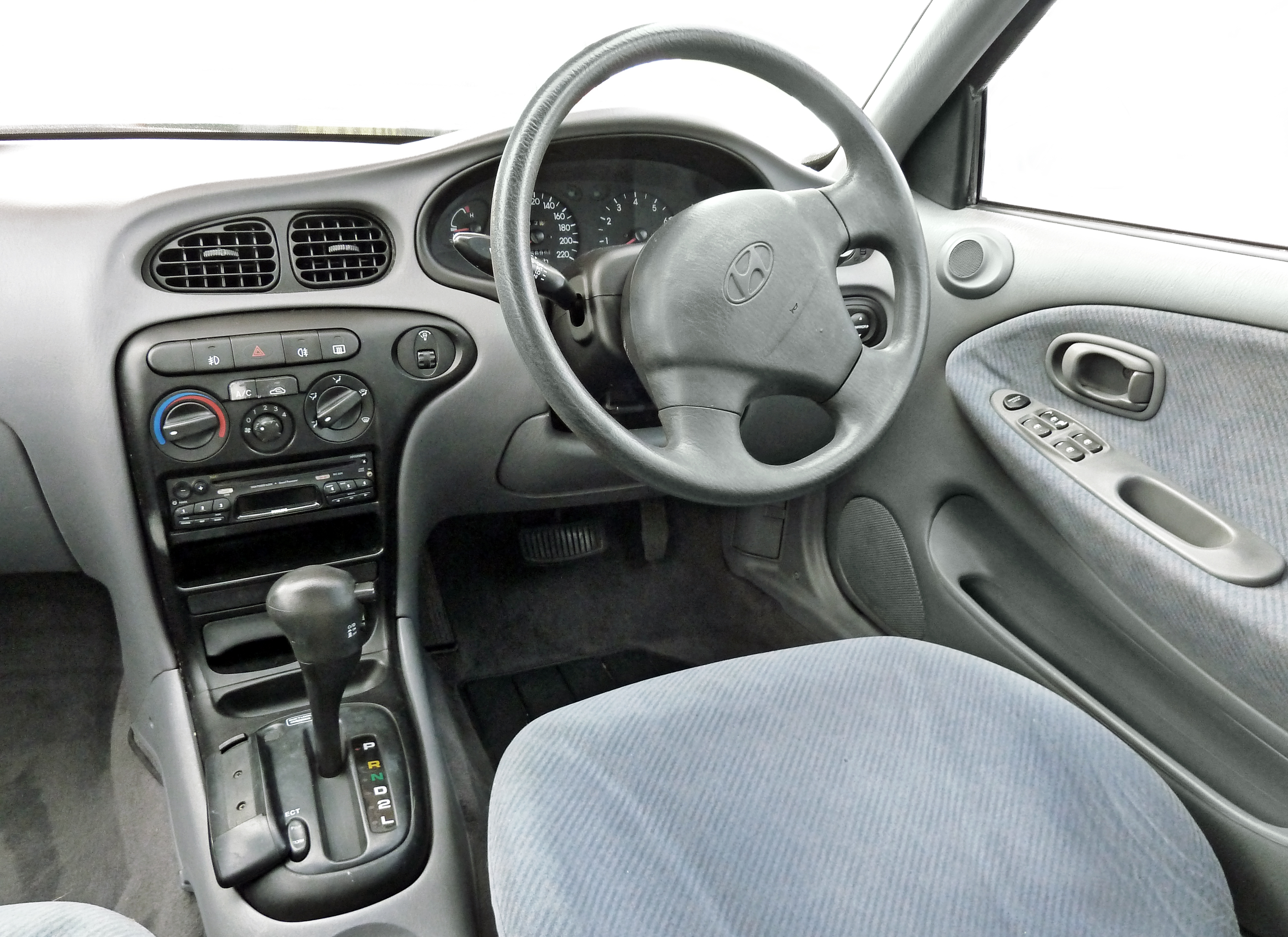
Innenraum

### Motoren
Die Motorisierung umfasste den sogenannten Beta-Motor von Hyundai in drei Hubraumvarianten, wobei die Variante mit 1,8 Liter Hubraum in Deutschland nur bis 1996 verkauft wurde. Auch das Getriebe ist nun eine Eigenentwicklung, die als sinnvoll abgestuft, aber hakelig beschrieben wird. Auf einigen Märkten wurde der Lantra zudem mit einem 1,5 Liter Benzinmotor („Alpha“) und ab 1997 auch einem 1,9 Liter Peugeot-Diesel angeboten.
Die Motoren erreichen die Abgasnorm Euro 2, ab der Modellpflege Euro 3, D3.

#### Technische Daten
|                                             | 1.5                        | 1.6                         | 1.8                         | 2.0                          | 1.9 D                      |
| Bauzeitraum                                 | 1995–2000                  | 1995–2000                   | 1995–2000                   | 1998–2000                    | 1997–2000                  |
| Motorkenndaten                              |                            |                             |                             |                              |                            |
| Motorkennung                                | Alpha G4EK                 | Beta G4GR                   | Beta G4GM                   | Beta G4GF                    | PSA XUD XUD9 A             |
| Motortyp                                    | R4-Ottomotor               | R4-Ottomotor                | R4-Ottomotor                | R4-Ottomotor                 | R4-Dieselmotor             |
| Anzahl Ventile pro Zylinder                 | 3                          | 4                           | 4                           | 4                            | 2                          |
| Ventilsteuerung                             | OHC, Zahnriemen            | DOHC, Zahnriemen            | DOHC, Zahnriemen            | DOHC, Zahnriemen             | OHC, Zahnriemen            |
| Gemischaufbereitung                         | Saugrohreinspritzung       | Saugrohreinspritzung        | Saugrohreinspritzung        | Saugrohreinspritzung         | Wirbelkammereinspritzung   |
| Motoraufladung                              | —                          | —                           | —                           | —                            | —                          |
| Kühlung                                     | Wasserkühlung              | Wasserkühlung               | Wasserkühlung               | Wasserkühlung                | Wasserkühlung              |
| Bohrung × Hub                               | 75,5 mm × 83,5 mm          | 77,4 mm × 85,0 mm           | 82,0 mm × 85,0 mm           | 82,0 mm × 93,5 mm            | 83,0 mm × 88,0 mm          |
| Hubraum                                     | 1495 cm³                   | 1600 cm³                    | 1796 cm³                    | 1975 cm³                     | 1905 cm³                   |
| Verdichtungsverhältnis                      | 10,0:1                     | 9,7:1                       | 10,0:1                      | 10,3:1                       | 23,0:1                     |
| max. Leistung                               | 65 kW (88 PS) bei 5500/min | 85 kW (116 PS) bei 6100/min | 94 kW (128 PS) bei 6100/min | 102 kW (139 PS) bei 6000/min | 50 kW (68 PS) bei 4600/min |
| max. Drehmoment                             | 126 Nm bei 4300/min        | 146 Nm bei 4900/min         | 165 Nm bei 5000/min         | 182 Nm bei 4900/min          | 120 Nm bei 2000/min        |
| Kraftübertragung                            |                            |                             |                             |                              |                            |
| Antrieb                                     | Vorderradantrieb           | Vorderradantrieb            | Vorderradantrieb            | Vorderradantrieb             | Vorderradantrieb           |
| Getriebe, serienmäßig                       | 5-Gang-Schaltgetriebe      | 5-Gang-Schaltgetriebe       | 5-Gang-Schaltgetriebe       | 5-Gang-Schaltgetriebe        | 5-Gang-Schaltgetriebe      |
| Getriebe, optional                          | —                          | 4-Stufen-Automatikgetriebe  | 4-Stufen-Automatikgetriebe  | 4-Stufen-Automatikgetriebe   | —                          |
| Messwerte                                   |                            |                             |                             |                              |                            |
| Höchstgeschwindigkeit                       | k. A.                      | 193 km/h                    | 196 km/h (192 km/h)         | 202 km/h (187 km/h)          | k. A.                      |
| Beschleunigung, 0–100 km/h                  | k. A.                      | 11,2 s                      | 9,4 s (11,1 s)              | k. A.                        | k. A.                      |
| Kraftstoffverbrauch auf 100 km (kombiniert) | k. A. l S                  | 6,7 l S (7,9 l S)           | 7,2 l S (8,0 l S)           | k. A. l S                    | k. A. l D                  |

1. ↑  Werte in runden Klammern („( )“) für Automatikgetriebe.

Zur Fahrzeugsicherheit erhielt nun auch der Beifahrer einen Airbag.
Frontaltests
- US-NCAP 1995–1998 Fahrerseite :  Beifahrerseite:
- US-NCAP 1998–2000 Fahrerseite :  Beifahrerseite:
- IIHS 1995–2000:  Akzeptabel

Getestet wird beim US NCAP das Fahren mit 46 km/h an eine Betonwand. Beim IIHS-Test wird hingegen ein Fahrzeug simuliert, an das um 40 % versetzt mit 64 km/h gefahren wird. Gut werden dabei der Oberkörperschutz für Fahrer und Beifahrer bewertet, alle anderen Bereiche erhalten die zweitbeste, akzeptable Bewertungsstufe. Damit bewegt sich das Fahrzeug auf dem Niveau der damaligen japanischen Konkurrenz und übertrifft den VW Jetta/Golf um eine Stufe.
Seitentests
- US-NCAP 1995–1998 Fahrerseite :  Beifahrerseite:
- US-NCAP 1998–2000 Fahrerseite :  Beifahrerseite:

Getestet wird die Oberkörperbelastung bei einer seitlich mit 63 km/h anfahrenden, verformbaren Barriere, die einer Limousine nachempfunden ist. Im Kopf- und Beinbereich wird nicht gemessen. Seitentests anderer Organisationen wurden nicht durchgeführt.
Stoßfängertest

Das Schadensbild bei einem Parkrempler mit 8 km/h ist vor der Modellpflege sehr kostenungünstig, wurde danach aber deutlich verbessert.

### Zuverlässigkeit
Die wie beim Vorgänger häufigeren Überhitzungen sind beim Lantra J2/RD meist auf undichte Schlauchverbindungen und Marderschäden am Kühlwasserkreislauf zurückzuführen. Für die Verbindungen hat Hyundai verbesserte Schellen entwickelt. Startprobleme sowie unrunder Motorlauf sind hingegen selten auf Marder zurückzuführen, hier sind korrodierende Steckerverbindungen wahrscheinlich. In Foren werden auch defekte Abgaskrümmer als häufigeres Problem genannt. Wie im Vorgänger ist die Bremsanlage bis zur Modellpflege sehr klein ausgelegt, sodass deren Verschleißteile öfters ausgewechselt werden müssen. Fahrwerksseitig ist die Hinterachse häufiger von Rost betroffen, Hyundai wechselt sie jedoch auf Kulanz aus. Die Häufigkeit von erheblichen Mängeln im TÜV-Report bewegt sich auf dem Mittelwert gleich alter Autos, ab der Modellpflege steigt die Zahl häufiger Mängel um zwei bis fünf Prozent über den Mittelwert.